# Steganacarus brevipilus
Steganacarus brevipilus är en kvalsterart som först beskrevs av Berlese 1923.  Steganacarus brevipilus ingår i släktet Steganacarus och familjen Phthiracaridae. Inga underarter finns listade i Catalogue of Life.